# Thaís Lemos
Thaís de Oliveira Lemos, conhecida como Thaís Lemos (Curitibanos, 20 de março de 1998), é uma futebolista brasileira que atua como Meio-campo. Atualmente defende o 3B da Amazônia.[carece de fontes?]
Thaís iniciou a carreira no Kindermann de Caçador, equipe voltada para o desporto feminino. Ganhou bastante destaque em 2015, ao vencer o Campeonato Catarinense pela terceira vez consecutiva e a Copa do Brasil de 2015, derrotando a equipe da Ferroviária na final do torneio.
Em 2016, saiu do Sul do Brasil e rumou para o Região Norte, mais especificamente o estado do Amazonas para defender a equipe do Iranduba. Disputou o Campeonato Brasileiro pela equipe amazonense que foi eliminada na segunda fase da competição. Em 10 de setembro, venceu o Campeonato Amazonense após goleada em cima do Manaus. Na Copa do Brasil, sua equipe foi eliminada nas oitavas de final pelo CRESSPOM do Distrito Federal.[carece de fontes?]
Em 2017, participou da grande campanha do Iranduba, que chegou até a semifinal do Campeonato Brasileiro daquele ano, sendo superadas pelo Santos, que se sagrou campeão da competição. No Estadual, o Iranduba foi campeão novamente, desta vez em cima do 3B da Amazônia, garantindo o heptacampeonato estadual consecutivo ao time, e o bicampeonato de Thaís pela equipe.
Em 2018, ela jogou por Sport Club do Recife e também pelo Iranduba, onde venceu novamente o Campeonato Amazonense, derrotando outra vez o 3B da Amazônia na final, sendo esse o terceiro título seguido de Thaís no campeonato estadual.
Em 2019, Thaís retornou ao futebol catarinense para defender o agora Avaí/Kindermann. Na disputa do Campeonato Brasileiro, a equipe de Thaís foi derrotada nos pênaltis pela Ferroviária, sendo eliminada na semifinal da competição. Foi campeã novamente do Campeonato Catarinense após quatro anos, quando sua equipe derrotou o Criciúma na final do estadual.
Em 2020 retornou ao Iranduba por empréstimo do Avaí/Kindermann. Disputou o Campeonato Brasileiro pela equipe amazonense que acabou na 13ª posição, sendo rebaixada para a Série A2 de 2021. Ao fim do campeonato brasileiro de 2020, Thaís trocou o Iranduba pelo 3B da Amazônia, que disputava a Série A2 daquele ano. Ela ajudou a equipe a passar da primeira fase da competição, mas foi eliminada pelo Real Brasília na segunda fase.
Em 2021, Thaís assinou com o Real Brasília do Distrito Federal, disputou o Brasileiro com a equipe que ficou na 10ª colocação. Também contribuiu para o Tricampeonato Brasiliense do Real Brasília, sendo esse o seu primeiro título na equipe brasiliense.
Em 2022, na primeira edição da Supercopa do Brasil de Futebol Feminino, o Real Brasília sua equipe foi eliminada nas semifinais pelo Corinthians, que foi campeão da primeira edição do torneio. No Brasileiro, novamente a equipe de Thaís foi eliminada pelo Corinthians. A redenção de Thaís e suas companheiras veio com o Tetracampeonato Brasiliense do Real Brasília sobre o Minas Brasília.
Em 2023, Thaís iniciou a temporada no Real Brasília, mas se transferiu para o 3B da Amazônia novamente para disputar a Série A2. Na disputa pelo acesso, perdeu de goleada para o Botafogo. No Campeonato estadual, a equipe de Thaís foi campeã ao superar na final o JC Futebol Clube.
Avaí/Kindermann
- Campeonato Catarinense: 2013, 2014, 2015 e 2019[carece de fontes?]
- Copa do Brasil: 2015[carece de fontes?]

Iranduba
- Campeonato Amazonense: 2016, 2017 e 2018[carece de fontes?]

Real Brasília
- Campeonato Brasiliense: 2021, 2022[carece de fontes?]

3B da Amazônia
- Campeonato Amazonense: 2023[carece de fontes?]